# Williams FW22
El Williams FW22 fue el coche con el que el equipo Williams compitió en la temporada 2000 de Fórmula 1.

## Diseño
Una evolución del FW21 de la temporada anterior, marcó el primer año de colaboración del equipo con BMW como proveedor de motores, asociación que duraría hasta finales de 2005; Este fue también el primer coche de Fórmula 1 desde 1987 en utilizar motores BMW.
Junto con su nuevo patrocinio de Compaq, el FW22 introdujo una decoración azul oscuro sobre blanco que se remontaba a la de los coches Brabham con motor similar de BMW a principios de la década de 1980.

## Historia
El FW22 demostró ser extremadamente prometedor en manos del joven piloto alemán Ralf Schumacher y del debutante inglés Jenson Button. Schumacher logró ocho puestos en los puntos (incluidos tres terceros puestos) y Button seis; En el Gran Premio de Brasil, el inglés se convirtió en el piloto más joven en ese momento en sumar un punto en el Campeonato del Mundo, con 20 años y dos meses. Schumacher terminó quinto en el Campeonato de Pilotos con 24 puntos mientras que Button terminó octavo con 12; Los 36 puntos combinados colocaron a Williams en un cómodo tercer puesto en el Campeonato de Constructores, detrás de los dominantes equipos Ferrari y McLaren.

## Resultados
(Clave) (negrita indica pole position) (cursiva indica vuelta rápida)

| Año     | Motor   | Neu. | N.º | Pilotos         | 1   | 2   | 3   | 4   | 5   | 6   | 7   | 8   | 9   | 10  | 11  | 12  | 13  | 14  | 15  | 16  | 17  | Puntos | Pos. |
| ------- | ------- | ---- | --- | --------------- | --- | --- | --- | --- | --- | --- | --- | --- | --- | --- | --- | --- | --- | --- | --- | --- | --- | ------ | ---- |
| 2000    | BMW V10 | B    |     |                 | AUS | BRA | SMR | GBR | ESP | EUR | MON | CAN | FRA | AUT | GER | HUN | BEL | ITA | USA | JPN | MYS | 36     | 3.º  |
| 2000    | BMW V10 | B    | 9   | Ralf Schumacher | 3   | 5   | Ret | 4   | 4   | Ret | Ret | 14  | 5   | Ret | 7   | 5   | 3   | 3   | Ret | Ret | Ret | 36     | 3.º  |
| 2000    | BMW V10 | B    | 10  | Jenson Button   | Ret | 6   | Ret | 5   | 17  | 10  | Ret | 11  | 8   | 5   | 4   | 9   | 5   | Ret | Ret | 5   | Ret | 36     | 3.º  |
| Fuente: |         |      |     |                 |     |     |     |     |     |     |     |     |     |     |     |     |     |     |     |     |     |        |      |